# Myrianida convoluta
Myrianida convoluta är en ringmaskart som först beskrevs av Cognetti 1953.  Myrianida convoluta ingår i släktet Myrianida och familjen Syllidae. Arten har ej påträffats i Sverige. Inga underarter finns listade i Catalogue of Life.